# Kantongerecht Delft
Het kantongerecht Delft was van 1838 tot 2002 een van de kantongerechten in Nederland. Na de opheffing van het kantongerecht als zelfstandig gerecht bleef Delft tot medio 2013 in gebruik als zittingsplaats voor de sector kanton van de rechtbank Den Haag. Het kantongerecht was gevestigd in een gebouw uit 1907, ontworpen door W.C. Metzelaar. Het gebouw is een rijksmonument.

## Het kanton
Delft was bij de invoering van de nieuwe kantongerechten in 1838 het tweede kanton van het arrondissement Den Haag. Het omvatte naast de hoofdplaats de toenmalige gemeenten: Hof van Delft, Ruijven, Vrijeban, Tempel, Pijnacker, Biesland, Ackersdijk en Vrouwenregt, Schipluiden, Abtsregt en Hodenpijl.
In 1877 vond een grote reorganisatie plaats in de rechterlijke indeling van Nederland. Het aantal arrondissementen en kantons kromp aanzienlijk. Delft bleef bestaan en werd uitgebreid met het opgeheven kanton Naaldwijk. Het vergrote kanton bestond nu naast Delft uit de gemeenten Vrijenban, Stompwijk, Schipluiden, Zegwaart, De Lier, Zoetermeer, Monster, Nootdorp, Naaldwijk, Pijnacker, Wateringen, Berkel en Rodenrijs en Hof van Delft.  

## Gebouw
Het hoekgebouw is in 1906-1907, in opdracht van het Ministerie van Justitie, gebouwd. Het is gebouwd naar een ontwerp van de toenmalige rijksbouwmeester (hoofdingenieur) voor gevangenissen en rechtsgebouwen Willem Metzelaar in een late variant van een aan de Neo-Hollandse Renaissance verwante bouwstijl.  Zowel het exterieur als het interieur zijn in vrijwel oorspronkelijke staat bewaard gebleven. Het beeldbepalende hoekpand vormt de afsluiting van een gesloten gevelwand aan zowel de Korte Geer als de Breestraat en maakt deel uit van het beschermde stadsgezicht van Delft. 
Driedelig hoekpand opgetrokken vanuit een vlindervormige plattegrond, in miskleurige klinkers (achterzijde), rode verblendsteen (voorzijde) en accenten en details van hardsteen en Udelfanger zandsteen. Zowel het overhoekse, risalerende middenvolume als de hier schuin achterstaande vleugel aan weerszijden staan boven een hardstenen plint, ze hebben een verdieping onder met leien (Maasdekking) gedekte afgeknotte schilddaken en zijn voorzien van voornamelijk rechtgesloten en enkele rondboogvormige gevelopeningen. De drie bouwdelen vormen gezamenlijk een vrijwel symmetrisch geheel. De symmetrische, drie traveeën brede en met speklagen doorsneden middenrisaliet heeft in het midden op de begane grond de hoofdentree. Deze bestaat uit een inpandig, rondboogvormig portiek met archivolten en een brede sluitsteen met wapen met de Nederlandse leeuw in reliëf. De boven een hardstenen stoepje staande dubbele paneeldeur is voorzien van decoratieve raamijzers en een halfronde stolpnaald. De deur staat onder een zandstenen kalf en een vijfdelig rondboogvormig bovenlicht. Aan weerszijden bevindt zich een zesdelige vensterpartij met gemetselde tussenstijlen en zandstenen tussendorpels.
Het kantongerechtsgebouw is van algemeen belang vanwege de cultuurhistorische, de architectuurhistorische en de stedenbouwkundige waarde. Het kantongerecht heeft cultuurhistorische waarde vanwege de bijzondere functie en als een bijzonder en representatief voorbeeld van een typologische ontwikkeling. Het gebouw heeft architectuurhistorische waarde als onderdeel van het oeuvre van de rijksbouwmeester W.C. Metzelaar, dat vanwege de detaillering, het materiaalgebruik en de opzet een goed voorbeeld is van 'rijksarchitectuur' uit deze periode. Het gebouw heeft stedenbouwkundige waarde vanwege de bijzondere situering op een hoek in de oude binnenstad van Delft. Het gerechtsgebouw is een beeldbepalend onderdeel van de bebouwing aan de Korte Geer en de Breestraat en een karakteristiek onderdeel van het beschermde stadsgezicht van Delft. Het kantongerecht is tevens van belang vanwege de herkenbaarheid en de grote mate van gaafheid van het exterieur en belangrijke delen van het interieur.
Het rijksvastgoedbedrijf bood het in 2017 te koop aan.

## Galerij

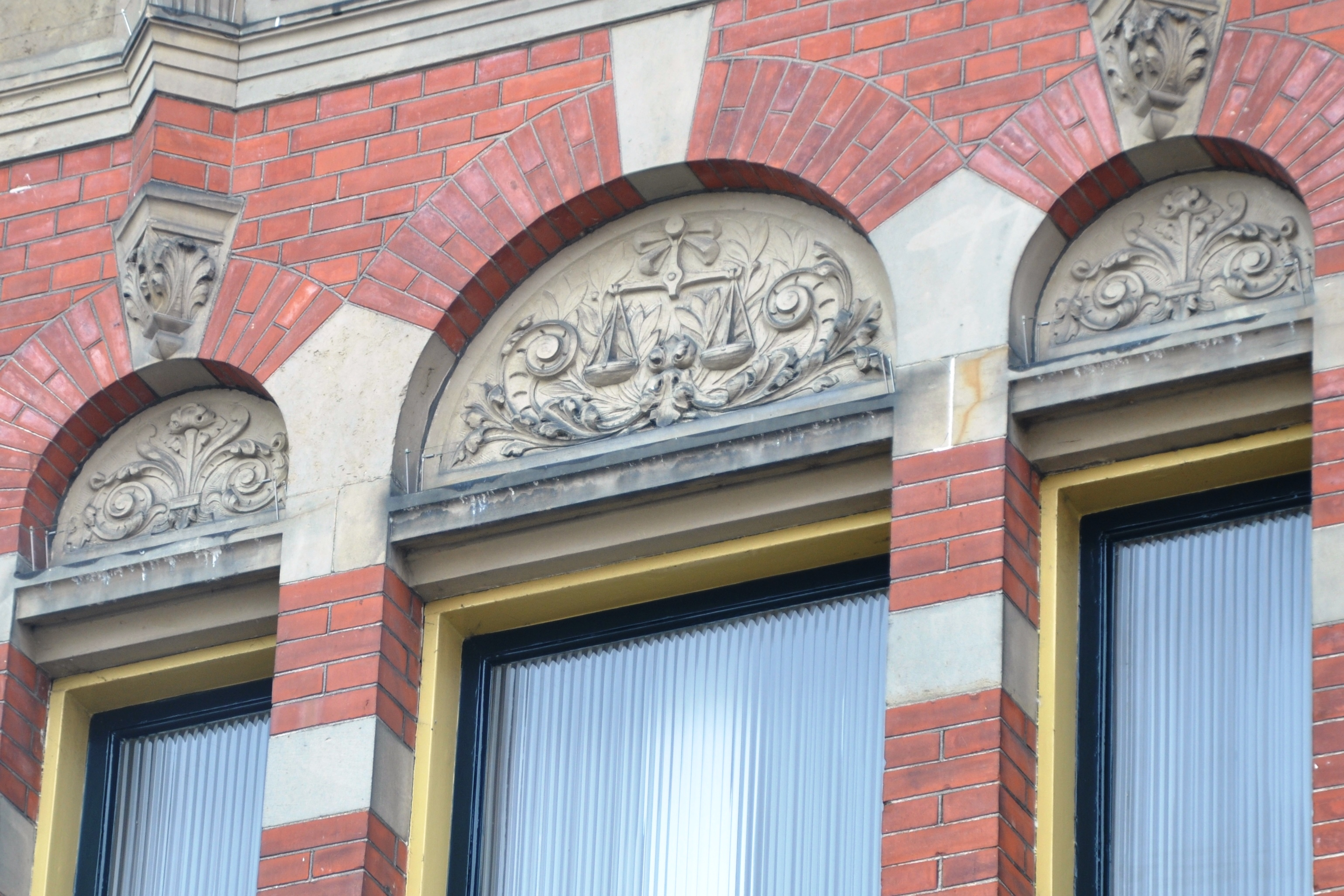
Geveldetail
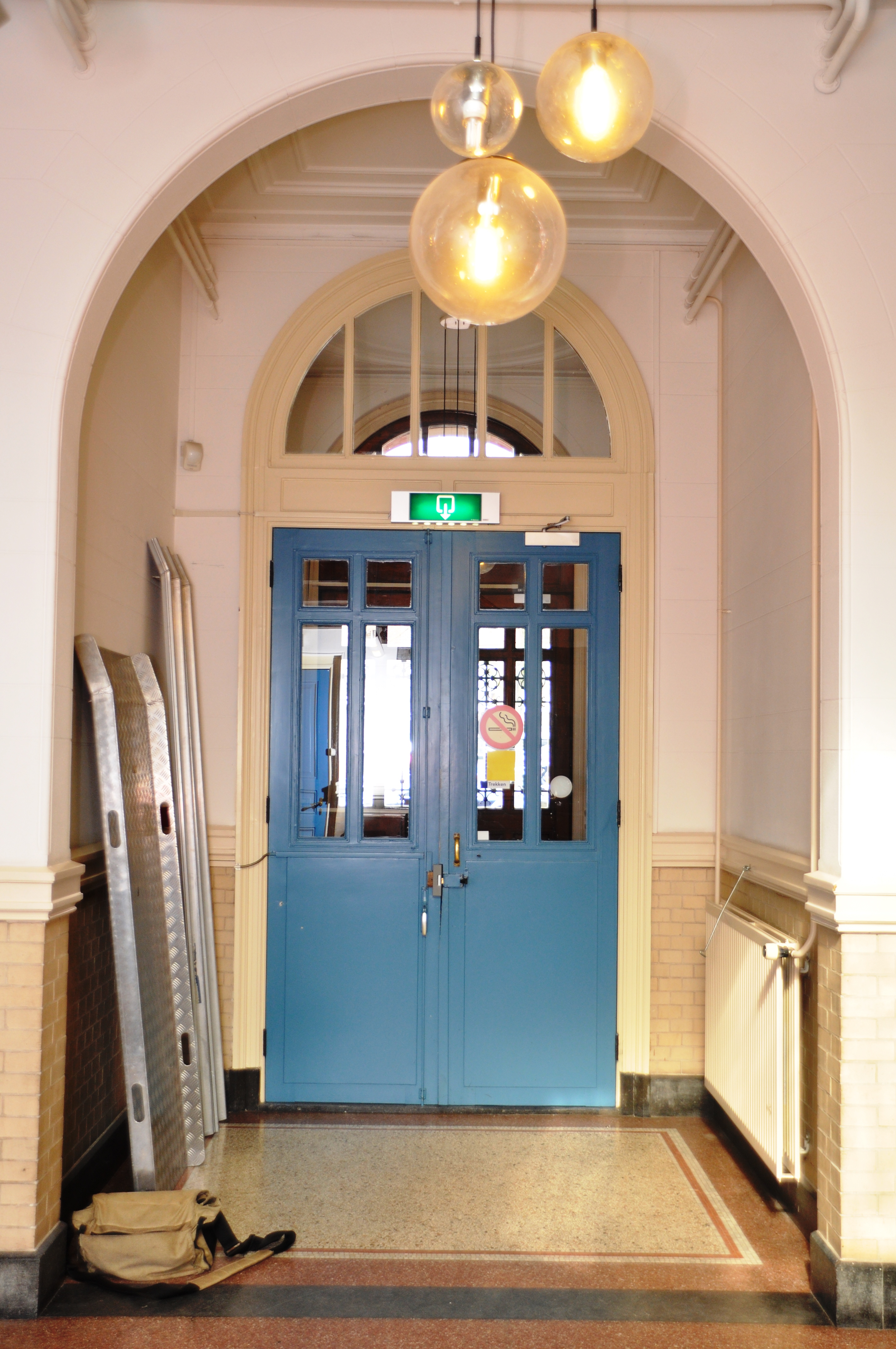
Hal
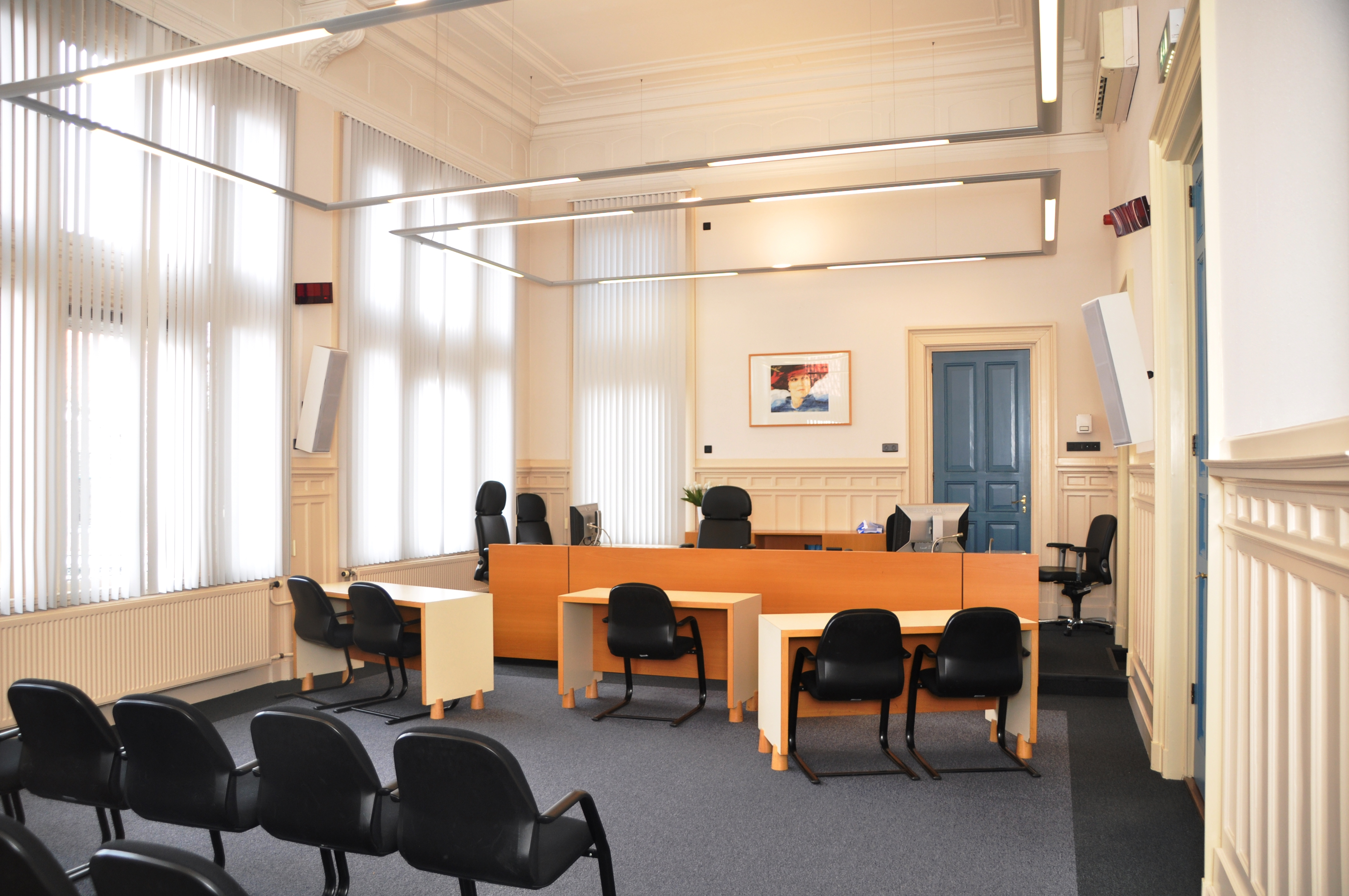
Grote zittingszaal